# Liste der Botschafter der Vereinigten Staaten in Bulgarien
Die Liste der Botschafter der Vereinigten Staaten in Bulgarien bietet einen Überblick über die Leiter der US-amerikanischen diplomatischen Vertretung in Bulgarien seit der Aufnahme diplomatischer Beziehungen.

## Botschafter

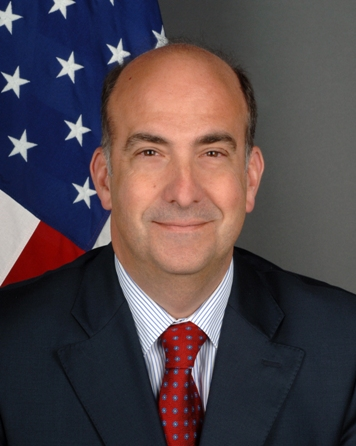
Kenneth H. Merten, derzeitige Botschafterin in Sofia

| Amtszeit  | Name                         | Anmerkung |
| --------- | ---------------------------- | --------- |
| 1901–1903 | Charles Monroe Dickinson     |           |
| 1903–1913 | John Brinckerhoff Jackson    |           |
| 1913–1918 | Charles Joseph Vopicka       |           |
| 1921–1928 | Charles S. Wilson            |           |
| 1930–1933 | Henry Wharton Shoemaker      |           |
| 1933–1936 | Frederick Augustine Sterling |           |
| 1937–1939 | Ray Atherton                 |           |
| 1940–1941 | George Howard Earle          |           |
| 1947–1950 | Donald Read Heath            |           |
| 1959–1962 | Edward Page, Jr.             |           |
| 1962–1964 | Helen Eugenie Moore Anderson |           |
| 1965–1966 | Nathaniel Davis              |           |
| 1966–1970 | John Morgan McSweeney        |           |
| 1970–1973 | Horace G. Torbert Jr.        |           |
| 1974–1977 | Martin Florian Herz          |           |
| 1977–1979 | Raymond Leonard Garthoff     |           |
| 1979–1981 | Jack Richard Perry           |           |
| 1981–1984 | Robert Louis Barry           |           |
| 1984–1987 | Melvyn Levitsky              |           |
| 1987–1990 | Sol Polansky                 |           |
| 1990–1993 | Hugh Kenneth Hill            |           |
| 1993–1996 | William Dale Montgomery      |           |
| 1996–1999 | Avis Thayer Bohlen           |           |
| 1999–2002 | Richard Miles                |           |
| 2002–2005 | James William Pardew         |           |
| 2005–2008 | John Ross Beyrle             |           |
| 2008–2009 | Nancy Eileen McEldowney      |           |
| 2009–2012 | James B. Warlick Jr.         |           |
| 2012–2015 | Marcie Berman Ries           |           |
| 2016–2019 | Eric Seth Rubin              |           |
| 2019–2023 | Herro Kader Mustafa          |           |
| 2023–     | Kenneth H. Merten            |           |

## Weblink
- Internetseite der US-Botschaft in Bulgarien